# Chalcopteryx machadoi
Chalcopteryx machadoi là loài chuồn chuồn trong họ Polythoridae. Loài này được Costa mô tả khoa học đầu tiên năm 2005.